# Ervin Bushati
Ervin Bushati (ur. 15 października 1975 w Tiranie) – albański ekonomista, deputowany do Zgromadzenia Albanii z ramienia Socjalistycznej Partii Albanii.

## Życiorys
W 1999 roku ukończył studia ekonomiczne na DePaul University.
W latach 2016-2019 należał do zarządu Uniwersytetu Matki Bożej Dobrej Rady.

### Działalność polityczna
W latach 2011-2014 należał do Rady Miejskiej Tirany.
Od 2014 roku jest deputowanym do albańskiego parlamentu z ramienia Socjalistycznej Partii Albanii.